# Франсоа Трюфо
Франсоа̀ Рола̀н Трюфо̀ (на френски: François Roland Truffaut) е френски режисьор, сценарист, продуцент, актьор и филмов критик, сред създателите на френската Нова вълна.
Работи в киното повече от четвърт век, през което време създава над 25 филма и се превръща в един от най-представителните френски режисьори. Филмът му 400-те удара е основополагащ за Новата вълна. Режисьор е и на класически филми като Стреляйте по пианиста (1960), Нежна кожа (1964), Жул и Жим (1961), Откраднати целувки (1968), Дивачето (1969), Съвместно съжителство (1970), Двете англичанки и континента (1971) и Съседката (1981).

## Биография

### Младежки години
Роден е в Париж на 6 февруари 1932 г. Майка му, Жанин дьо Монферан, работи като секретарка в сп. „Л'Илюстрасион“. Бащата е неизвестен. След раждането тя го дава на дойка, най-напред в Монморанси, после в Боаси Сен Леже, тъй като положението ѝ на малолетна майка е скандално за католическата среда, от която произлиза. На 9 ноември 1933 г. тя се омъжва за Ролан Трюфо, работещ в архитектурно-декораторско бюро, с когото се запознава в Алпийския клуб, чийто вицепрезидент е баща ѝ. Той официално признава детето преди това, през октомври. През пролетта им се ражда дете, което живее само няколко седмици.
На 3-годишна възраст малкият Франсоа е прибран от гледачката, но отраства главно при дядо си и баба си, Жан и Женевиев дьо Монферан, в 9-и район на Париж. Трюфо ходи в детската градина на ул. „Клозел“, а после в основното училище на лицея „Ролен“ (сега „Жак-Декур“) – място на действието в първия му игрален филм, 400-те удара. Бабата му вдъхва любов към книгите и музиката. Женевиев умира, когато той е на 8 години. Едва тогава започва да живее при родителите си, в двустаен апартамент, където няма собствена стая и трябва да спи в коридора. Обикновено прекарва неделите сам, защото тогава Жанин и Ролан ходят на излет във Фонтенбло без него. През 1944 г. случайно попада на семеен документ, от който научава истината за своето раждане, но открива личността на биологичния си баща едва през 1968 г.
Осемгодишен, той отива за първи път на кино и гледа Изгубеният рай (Paradis Perdu) на Абел Ганс. Заедно със съученика си Робер Лашне често бяга от училище, за да гледа филми, промъквайки се тайно в киносалона. Лашне, който остава негов най-добър приятел до края на живота му, е прототипът на Рене Биже в 400-те удара и участва в екипите на филми на Трюфо и Жак Ривет. След като бива изхвърлен последователно от няколко училища, на 14-годишна възраст решава, че ще се самообразова. Поставя си за цел да гледа по три филма дневно и да прочита по три книги седмично. Често посещава Френската филмотека, основана от Анри Ланглоа, където гледа безброй филми от всички краища на света. Там се запознава с американското кино, от което особено му въздействат филмите на Джон Форд, Хауърд Хоукс, Никълъс Рей и не на последно място – на британския режисьор Алфред Хичкок.
След като създава свой киноклуб през 1948 г., Трюфо се запознава с Андре Базен, който ще изиграе важна роля в неговия личен и професионален живот. По това време Базен вече е критик и водеща фигура във филмовото общество. Бързо се сприятеляват и Базен често му помага, избавяйки го от финансови затруднения и проблеми с полицията.
Кариерата на младия кинокритик е прекъсната от служба в армията, завършила с дезертьорство, затвор и позорно уволнение.

### Кинокритика и ранни творби
Завърналият се в списанието Трюфо се проявява като най-унищожителния критик на съвременното френско кино, което той смята за банално, безинтересно и неоригинално, пледира за кино, което позволява на режисьора да пише сам диалога, да съчинява истории и, най-важното, да прави филма в изцяло свой артистичен стил. По този начин той повлиява на киното, преди фактически да направи филм.
Собственото му трудно детство вдъхновява идеята за 400-те удара, полубиографично разглеждане на престъпността сред работническата класа. Той е първият от трилогията за Антоан Доанел и проследява развитието на героя от измъчен антисоциален тип към щастлив и спокоен домашен живот. Когато печели награда за най-добра режисура на фестивала в Кан през 1959 г., Трюфо е утвърден като лидер на Новата вълна във френското кино – период на едновременно представяне на първите игрални филми на много френски режисьори – тенденция, която дълбоко повлиява на изгряващото поколение от филмови творци по целия свят. Новата вълна реагира срещу комерсиалната система за продуциране; добре конструиран сюжет, доближаване до занаятчийството, френската традиция в качеството с нейните тежки литературни източници. Нейната естетическа теория изисква всеки детайл във филма да отразява чувствителността на режисьора, така интимно, както стилът на романиста отразява дълбочината на съзнанието му. Ударението е върху визуалните нюанси, сценарият е по-скоро фон за драматичната структура. Филмират се импровизирани сцени, проявяващи визуалната гъвкавост на новото телевизионно оборудване и техники.
„400-те удара“ е пресъздаване на юношеските стремежи за независимост от уравновесения свят на възрастните, свят на подчинение и етикеция, към който Трюфо демонстрира откровена антипатия. Филмът се оказва един от най-популярните от Новата вълна, особено в Англия и Съединените щати. Последван е от два изпълнени с нежност песимистични анализа на сексуалната трагедия: „Стреляйте по пианиста“, адаптация на трилъра „Там долу“ от Дейвид Гудис, жанр, към който Трюфо проявява голям интерес, и филм по романа „Жюл и Жим“ на Анри-Пиер Роше.

### Зряло творчество
След този изблик на творческа енергия Трюфо изглежда изпада в период на нерешителност. Всичките му по-късни творби обаче са крайно интимни и проучват темата за нещастно детство – трилогията за Доанел и „Дивото дете“, хроника за лекар от XVII век, който опитва да опитоми нецивилизовано дете – и чувствителни мелодрами за катастрофалните сблъсъци между срамежливите герои и безсрамните и еманципирани, обичащи да се налагат жени. Първата тема показва влиянието на филмовия творец Жан Виго, с неговото безкомпромисно отношение към властта във всяка нейна форма, както и на Жан Реноар, с неговото чувство за място и атмосфера и смесване на носталгия с внезапно избликнал хумор. Втората тема е повлияна в голяма степен от американския „черен роман“ – морално разпадащите се герои на Уилям Фокнър, садистичните гангстери на Мики Спилейн, които са хипнотизирали френските романисти от Жан-Пол Сартър до днешни времена. Някакъв култ към героя се забелязва в дългите публични разговори на Трюфо с английско-американския филмов ветеран Алфред Хичкок, на чиято работа той се възхищава. От игралните филми на Трюфо само „451 градуса по Фаренхайт“ (1966), филмова версия на научнофантастичния роман на Рей Бредбъри, изпада от тези категории, макар че се отнася към американския стил и поетично-мелодраматичната форма.
Чрез своята продуцентска компания, „Филм дю карос“, Трюфо копродуцира, наред с други филми, първия игрален филм на Жан-Люк Годар и последния филм на Жан Кокто. Неговите собствени по-късни филми са „Домашно огнище“, „Американска нощ“ („Оскар“ за чуждоезичен филм, 1972), „Последното метро“ („Сезар“, 1980 ) и „Веднъж да дойде неделя“.
За Трюфо киното, от една страна, трябва да бъде интимно, а от друга страна, великолепно зрелище. Стилът на първите му три филма, първоначално деликатен, лиричен и изключително наситен с кинематографични измислици, е станал до известна степен по-прозаичен и традиционен. Полемиката е концентрирана върху обсега, в който неговите филми засягат войнствения консерватизъм. Ранното вдъхновение на Трюфо покълва в носталгията и отчаянието на неговото детство, но той съзрява и става баща, така че неговите филми губят своята лиричност, докато запазват своята прецизност към прозаичната страна на живота.
Умира на 21 октомври 1984 г. от мозъчен тумор в парижкото предградие Ньой сюр Сен, 10 дни след като е бил приет в болница с кома.

## Филмография

### Като режисьор
| Година | Филм                          | Оригинално заглавие                |
| ------ | ----------------------------- | ---------------------------------- |
| 1959   | 400-те удара                  | Les Quatre Cents Coups             |
| 1960   | Стреляйте по пианиста         | Tirez sur le pianiste              |
| 1962   | Жул и Жим                     | Jules et Jim                       |
| 1964   | Нежната кожа                  | La Peau douce                      |
| 1966   | 451 градуса по Фаренхайт      | Fahrenheit 451                     |
| 1968   | Младоженката беше в черно     | La Mariée était en noir            |
| 1968   | Откраднати целувки            | Baisers volés                      |
| 1969   | Сирената от Мисисипи          | La sirène du Mississipi            |
| 1970   | Дивото дете                   | L'Enfant sauvage                   |
| 1970   | Съвместно съжителство         | Domicile conjugal                  |
| 1971   | Двете англичанки и континента | Les Deux anglaises et le continent |
| 1972   | Красавица като мен            | Une belle fille comme moi          |
| 1973   | Американска нощ               | La Nuit américaine                 |
| 1975   | Историята на Адел Ю.          | L'Histoire d'Adèle H.              |
| 1976   | Джобни пари                   | L'Argent de poche                  |
| 1977   | Мъжът, който обичаше жените   | L'Homme qui aimait les femmes      |
| 1978   | Зелената стая                 | La Chambre verte                   |
| 1979   | Любовта си отива              | L'Amour en fuite                   |
| 1980   | Последното метро              | Le Dernier métro                   |
| 1981   | Съседката                     | La Femme d'à côté                  |
| 1983   | Веднъж да дойде неделя        | Vivement dimanche!                 |

### Като режисьор: късометражно и копродукции
| Година | Филм              | Оригинално заглавие | Бележки                                        |
| ------ | ----------------- | ------------------- | ---------------------------------------------- |
| 1955   | Посещение         | Une Visite          |                                                |
| 1957   | Пакостниците      | Les Mistons         |                                                |
| 1958   | История на водите | Une Histoire d'eau  | сърежисьор с Жан-Люк Годар                     |
| 1961   |                   | „Tire-au-flanc 62“  | режисьор е Клод дьо Живре; Трюфо е сърежисьор  |
| 1962   | Антоан и Колет    | Antoine et Colette  | Антоан Доанел серии, сегмент Любов от двадесет |

### Като актьор
- 400-те удара (1959)
- Tire-au-flanc (1962)
- Дивото дете (1969)
- Двете англичанки и континентът (1971) (глас)
- Американска нощ
- Историята на Адел Ю. (1975)
- Джобни пари (1976)
- Мъжът, който обичаше жените (1977)
- Близки срещи от трети вид (1977)
- Зелената стая (1978)